# François Pithou

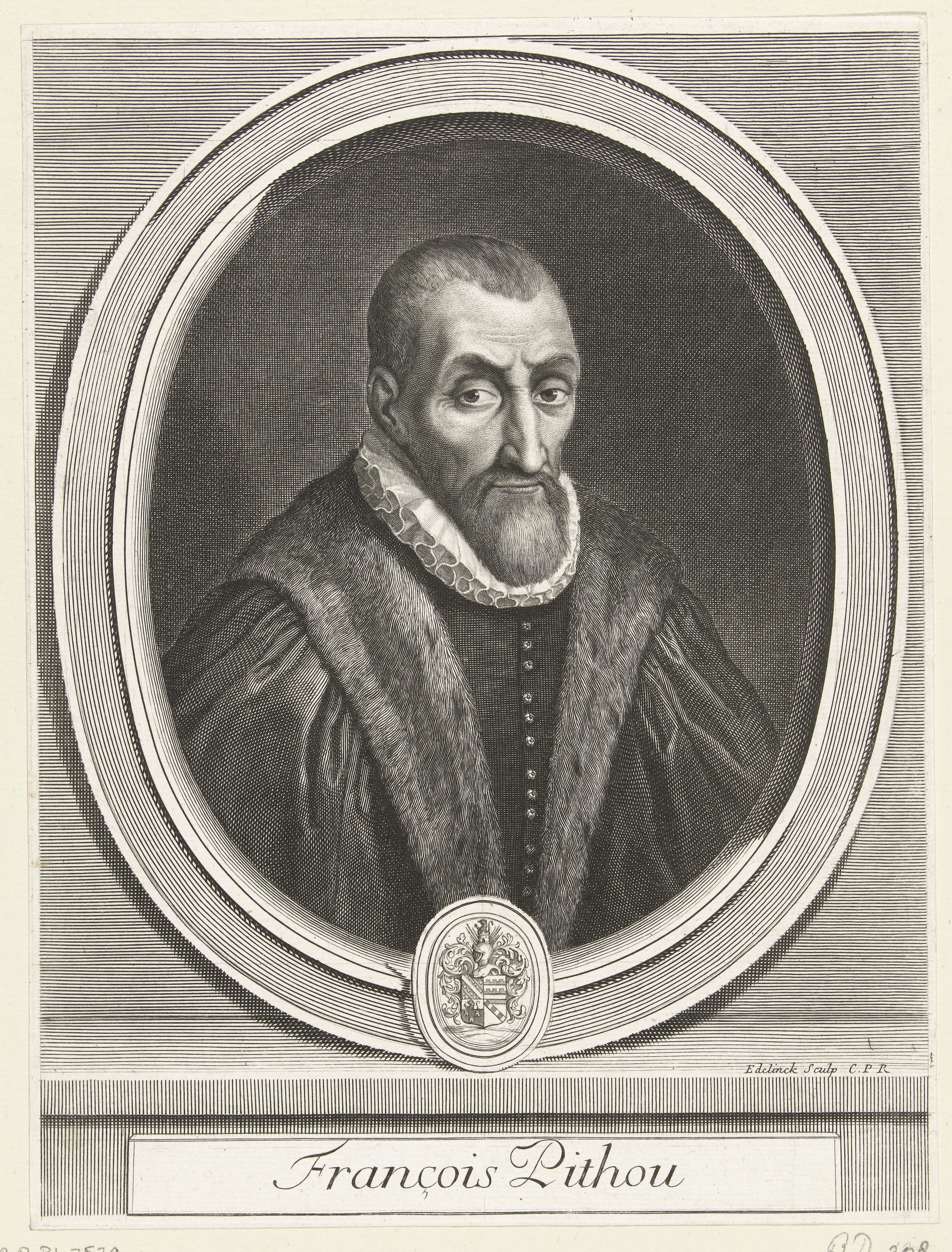
François Pithou

François Pithou (* 7. September 1543 in Troyes; † 25. Januar 1621 ebenda) war ein französischer Anwalt und Schriftsteller.

## Leben
Er war der jüngere Bruder von Pierre Pithou und den Zwillingen Jean und Nicolas Pithou. Seine Hauptwerke waren Glossarium ad libros capitularium (1588), und Traité de l’excommunication et de l’interdit, etc (1587).